# London 2012
London 2012 är det officiella TV-spelet för de olympiska spelen 2012, som arrangerades i London, Storbritannien. Spelet gavs ut av Sega till formaten Xbox 360, Playstation 3 och till PC.

## Grenar
| - Bordtennis - Singel (M) - Bågskytte - Individuellt (M&K) - Lagtävling (M&K) - Bancykel - Keirin (M) - Friidrott - 100 m (M) - 200 m (M) - 400 m (M&K) - 110 m häck (M) - Spjutkastning (M) - Kulstötning (M) - Diskus (M) - Höjdhopp (M&K) - Längdhopp (M) - Tresteg (M) - Gymnastik - Hopp (M&K) - Trampolin (M) - Kanotslalom - K1 (M) | - Rodd - Singelsculler (K) - Simhopp - 3 m svikt (M&K) - 3 m svikt, par (M&K) - 10 m höga hopp (M&K) - 10 m höga hopp, par (M&K) - Simning - 50 m frisim (M&K) - 100 m frisim (M&K) - 100 m ryggsim (M&K) - 100 m fjärilsim (M&K) - 100 m bröstsim (M&K) - Skytte - Lerduveskytte (M&K) - 25 m snabbpistol (M) - Tyngdlyftning - +105 kg (M) - Volleyboll - Beachvolleyboll (K) |

- M = Endast män
- K = Endast kvinnor
- M&K = Män och kvinnor

## Nationer
Totalt kommer det finnas 36 spelbara nationer:
| - Australien - Belgien - Brasilien - Kanada - Danmark - Finland - Frankrike - Grekland - Irland - Italien - Jamaica - Japan | - Kenya - Kina - Mexiko - Nederländerna - Norge - Nya Zeeland - Polen - Portugal - Rumänien - Ryssland - Schweiz - Slovakien | - Spanien - Storbritannien - Sverige - Sydafrika - Sydkorea - Tjeckien - Turkiet - Tyskland - Ukraina - Ungern - USA - Österrike |

## Arenor
- Londons Olympiastadion (Friidrott)
- London Velopark (Bancykel)
- Aquatics Centre (Simning & simhopp)
- Royal Artillery Barracks (Skytte)
- North Greenwich Arena (Gymnastik)
- Horse Guards Parade (Beachvolleyboll)
- Lord's Cricket Ground (Bågskytte)
- ExCeL (Bordtennis & tyngdlyftning)